# Caspar van Baerle

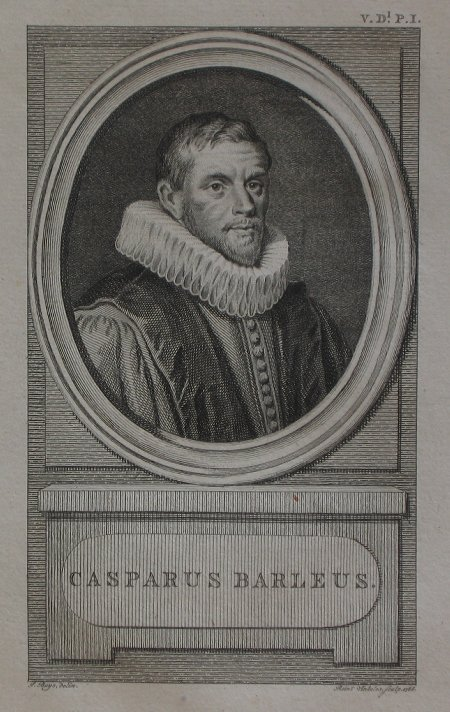
Porträt Caspar Barlaeus. Kupferstich von Reinier Vinkeles (1786).

Caspar van Baerle (* 12. Februar 1584 in Antwerpen; † 14. Januar 1648 in Amsterdam) war ein bedeutender niederländischer Humanist, Autor, Theologe, Historiker und Dichter. Er latinisierte seinen niederländischen Namen in Casparus Barlaeus.

## Leben
Caspar van Baerle war der Sohn des Schreibers Caspar van Baerle und dessen Ehefrau Cornelia Eerdewijns. Er studierte Theologie an der Universität Leiden und promovierte in Medizin an der  Universität Caen. 1641 wird er Professor der Philosophie in Amsterdam. Seine lateinische Dichtung war hoch angesehen. Er war befreundet mit P. C. Hooft und Johannes Bodaeus van Stapel, bekam Aufträge von der Familie De Graeff und stand in Korrespondenz mit Constantijn Huygens und Descartes. Des Weiteren wurde er von dem bedeutenden Maler Gerard ter Borch porträtiert. Sein Schwiegersohn wurde der Den Haager Rechtsanwalt und Grafiker Jan de Bisschop.

## Werke
- 1625 – Manes Auriaci
- 1628 – Hymnus ad Christum
- 1628 – Poemata
- 1632 – Mercator Sapiens, sive Oratio de conjungendis Mercaturæ & Philosophiæ studiis (Digitalisat in der Digitalen Bibliothek Mecklenburg-Vorpommern)
- 1633 – Dissertatio De bono principe (Digitalisat in der Digitalen Bibliothek Mecklenburg-Vorpommern)
- 1633 – Rheno-Berca Capta (Digitalisat in der Digitalen Bibliothek Mecklenburg-Vorpommern)
- 1639 – Medicea hospes
- 1646 - Casparis Barlaei Antverpiani Poematum pars II: Elegiarum et Miscellaneorum carminum
- 1647 – Rerum in Brasilia et alibi gestarum
- 1651 – Verschiedene Niederdeutsche Gedichte
- 1643 – Faces augustae